# William John Finley Warren
Pour les articles homonymes, voir William Warren et Warren.
William John Finley Warren (14 décembre 1973-1963,) est un homme politique canadien de la Saskatchewan. Il est député provincial progressiste de la circonscription saskatchewanaise de Thunder Creek de 1921 à 1925.

## Biographie
Né à Balderson (en) près de Perth en Ontario, Warren étudie au Saskatchewan Agricultural College. Il s'installe ensuite à Balbeck en Saskatchewan en 1906. Warren sera président de la Moose Jaw Agricultural Society, de la Saskatchewan Registered Seed Grower's Association et de la Saskatchewan Agricultural Societies' Association.
Warren est défait par Robert Scott Donaldson (en) lorsqu'il tente d'être réélu en 1925.